# Kenneth W. Dam

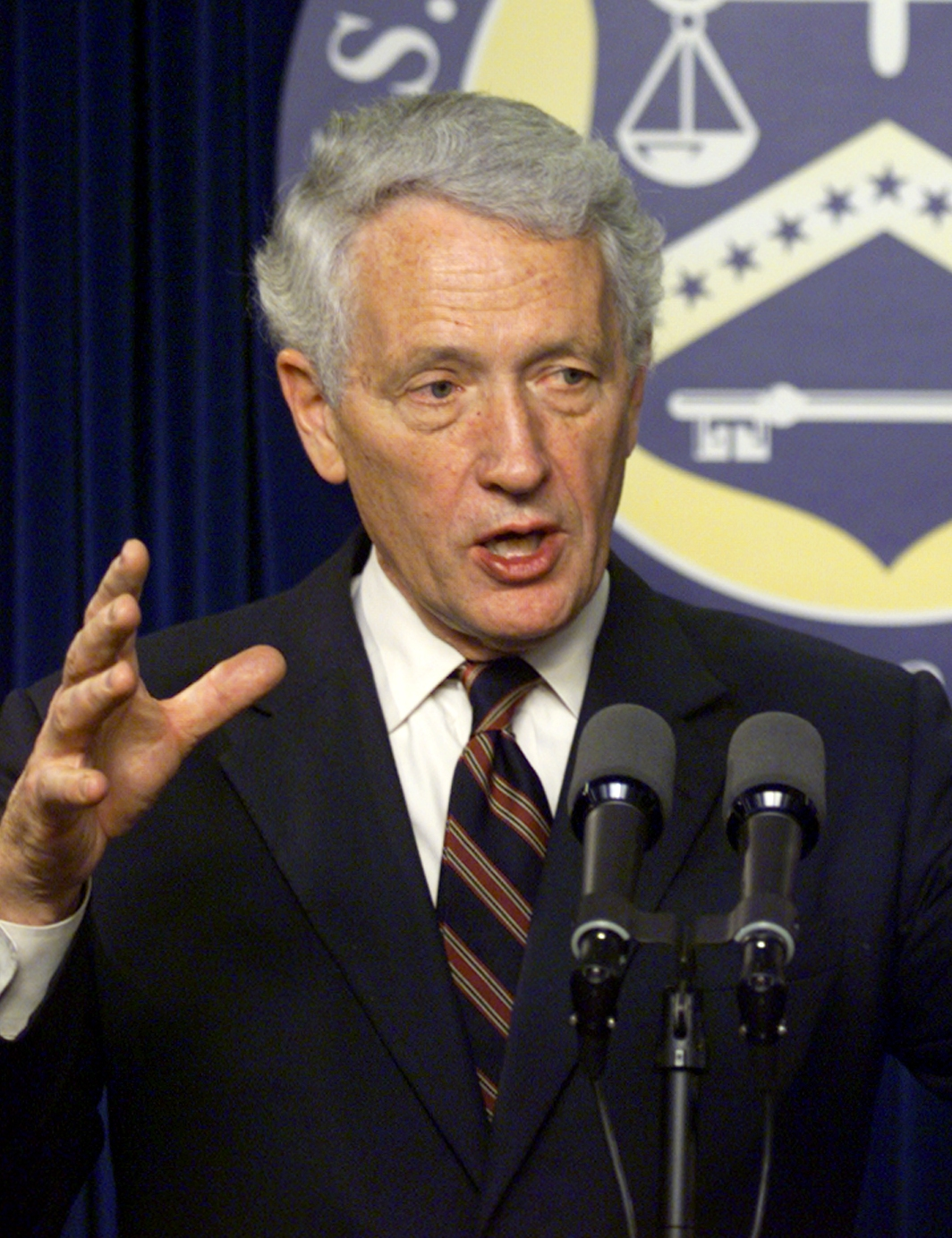
Kenneth W. Dam (2001)

Kenneth Willard Dam (* 10. August 1932 in Marysville, Kansas; † 31. Mai 2022 in Long Grove, Illinois) war ein US-amerikanischer Jurist und Politiker, der in seiner Laufbahn mehrere höhere Regierungsämter bekleidete.
Kenneth Dam machte 1950 den High-School-Abschluss in seiner Heimatstadt Marysville. Danach besuchte er bis 1954 zunächst die University of Kansas, ehe er an die University of Chicago wechselte und an der dortigen Law School 1957 seinen Juris Doctor erwarb. Danach war er bis 1958 als juristische Hilfskraft (Law Clerk) bei Charles Evans Whittaker, einem ebenfalls aus Kansas stammenden Richter am Obersten Bundesgericht, beschäftigt. In der Folge war er zunächst Anwalt in der New Yorker Kanzlei Cravath, Swaine & Moore, bis er 1960 eine Anstellung als juristischer Dozent an der University of Chicago erhielt. 1980 wurde er Provost dieser Universität.
Während dieser Zeit übernahm er auch sein erstes Amt im Staatsdienst: Von 1971 bis 1973 fungierte Dam als stellvertretender Direktor beim Office of Management and Budget mit Zuständigkeit für nationale Sicherheit und internationale Angelegenheiten. Außerdem hatte er im Jahr 1973 für kurze Zeit den Posten des Geschäftsführers beim Nationalen Wirtschaftsrat inne.
Am 23. September 1982 wurde Kenneth Dam von US-Präsident Ronald Reagan zum Vizeaußenminister der Vereinigten Staaten und damit zum Stellvertreter von Außenminister George P. Shultz ernannt. Er übte dieses Amt bis zum 15. Juni 1985 aus; dann folgte ihm John C. Whitehead. Danach wurde er Vizepräsident für juristische Fragen bei IBM und blieb dies bis 1992. In diesem Jahr übernahm er den Posten des Präsidenten und des CEO bei United Way of America. Diese Wohlfahrtsorganisation war durch einen Skandal in der Führungsspitze in die Schlagzeilen geraten; Dam leitete die Untersuchung der Affäre und war maßgeblich an der Neustrukturierung der Non-Profit-Organisation beteiligt. Danach kehrte er an die University of Chicago zurück.
Dam bekleidete in der Folge weitere Ämter; so war er von 1991 bis 2001 stellvertretender Chairman der Aspen Strategy Group sowie von 1999 bis 2000 Vorsitzender des German-American Academic Council. Außerdem gehörte er von 1987 bis 2001 dem Vorstand des Aluminiumherstellers Alcoa an. Viel beachtet war zudem seine Tätigkeit als Schlichter in den Gehaltsverhandlungen zwischen der National Basketball Association und ihren Spielern von 1996 bis 2001. Überdies war er Mitglied im Council on Foreign Relations.
Nach der Amtsübernahme von Präsident George W. Bush im Jahr 2001 trat Dam wieder in Regierungsdienste. Er amtierte bis zum Jahr 2003 als stellvertretender Finanzminister (Deputy Secretary of the Treasury) und leitete während dieser Zeit vom 31. Dezember 2002 bis zum 3. Februar 2003 das Ministerium als Interimslösung, nachdem Paul O’Neill als Minister entlassen worden war und John W. Snow erst mit Verzögerung als dessen Nachfolger ins Amt eingeführt werden konnte. Nach seinem Ausscheiden aus der Regierung konzentrierte Dam sich auf seine juristische Tätigkeit; zuletzt war er Senior Fellow der Brookings Institution und emeritierter Professor an der University of Chicago Law School.